# غايا أونلاين

شعار موقع "Gaia Online"

موقع غايا أونلاين (بالإنجليزية: Gaia Online)‏ والمعروف سابقاً باسم “Go – Gaia” هو عبارة عن منتدى بشكل عام، مبني على فكرة التواصل عبر المنتديات والوسائط المختلفة، ويستخدم نمط الأنمي والمانغا (الرسوم اليابانية).
وفي عام 2007، كان هناك أكثر من مليون وظيفة يوميا، ويزوره 7 ملايين مستخدم فريد كل شهر (حيث بلغ مجموع المستخدمين المسجلين 26 مليون مستخدم). كما فازت غايا بجائزة Webware 100 لعام 2007 في فئة المجتمع، وأدرجت في قائمة مجلة تايم لأفضل 50 موقعًا في عام 2008. في يناير 2011، فازت الشركة بجائزة ماشابل لأفضل تجربة مستخدم لعام 2010.

## الأفاتار
أعضاء Gaia Online، المعروفة باسم Gaians، يحصلون على صورة رمزية قابلة للتخصيص عند الاشتراك. المستخدمين لديهم القدرة على تخصيص الصورة الرمزية الخاصة بهم في نواح كثيرة، بما في ذلك لون البشرة، وأسلوب العين واللون، تصفيفة الشعر واللون، والجنس، والعرق (مثل الإنسان، مصاص دماء، قزم، الكسالى)، والملابس. يمكن شراء العديد من الملابس والاكسسوارات ل Avatars من مجموعة من المتاجر التي يمديرها المجلس الوطني للصحافة باستخدام عملات الموقع، غايا البلاتين وغايا النقدية. تظهر الصور الرمزية بجوار المشاركات في المنتديات وتعليقات الملف الشخصي (المنشور نفسه مغلف في «فقاعة الكلام»)، وفي Gaia Townss وGaia، وبيئات أخرى تظهر الصورة الرمزية كشخصية متحركة يمكنها السفر من مكان إلى مكان، والتفاعل مع البيئة (اصطياد البق، وتهتز الأشجار، وحفر الكنز المدفون، وجمع القمامة والزهور، وما إلى ذلك) وغيرهم من المستخدمين.

## المنتديات
هناك مجموعة كبيرة ومتنوعة من المنتديات التي يمكن للمستخدمين النشر فيها، مثل منتديات للمناقشة العامة، والأخبار، والمواضيع المتعلقة المجتمع Gaia والقصص المجلس الوطني للصحافة، والمناقشات عارضة المحادثة ونمط الحياة، وأنواع مختلفة من الأدوار، والترفيه العام، والألعاب المميزة على غايا، ومناقشات الفنان. وهناك أيضا منتديات للمستخدمين لشراء وبيع المواد، فضلا عن منتدى للشركات التي يديرها المستخدمون، مثل اللجان الفنية وخدمات الاهتزاز. قد يجعل المستخدمون المواضيع في كل منتدى تقريبا، طالما أنها تتبع المبادئ التوجيهية لكل منتدى. يكون لدى المستخدمين أيضاً خيار إضافة استطلاعات الرأي إلى مؤشرات الترابط الخاصة بهم. نشر والرد على المواضيع، فضلا عن التصويت في استطلاعات الرأي، والغاء غايا البلاتين.

## عملة الموقع
تعرف العملة المستخدمة في غايا باسم «غايا بلاتينوم». يتم توزيع البلاتين بانتظام على المستخدمين أثناء تصفحهم حول الموقع، ونشره في المنتديات، ولعب الألعاب، والمشاركة في أحداث ومسابقات أخرى مختلفة؛ كما يكافئ الموقع المستخدمين كل يوم مع البلاتين العشوائي أو العناصر من ديلي تشانس. كانت العملة الافتراضية السابقة تعرف باسم غايا جولد، ومع ذلك، بعد زيادة سريعة في التضخم بعد إطلاق سلع توليد الذهب، أنشأت غايا بلاتينوم وأعطت المستخدمين فرصة التحول إلى تلك العملة.
في يوليو 2007، أصدرت غايا عملة افتراضية أخرى تسمى «غايا كاش»، والتي يمكن شراؤها بأموال حقيقية. يمكن شراء غايا كاش من خلال مدفوعات الهاتف الخليوي، أو مباشرة من غايا نفسها.
يدفع للمستخدمين غايا تنفق عموما حوالي 30 دولارا شهريا لشراء غايا النقدية، والتي تستخدم بعد ذلك لشراء الأشياء الافتراضية مثل تطور، فرصة، تحصيلها، والعناصر طبعة محدودة
إن خروج فكرة الموقع عن الإطار التقليدي للمنتديات جعله مجتمع إلكتروني ضخم، وأحد أنجح المواقع على شبكة الإنترنت.

## وصلات خارجية
- الموقع الرسمي